# Province d'Abra
Pour les articles homonymes, voir Abra.

Localisation de la province d'Abra sur la carte de l'île de Luçon

Abra est une province de la Région administrative de la Cordillère sur l'île de Luçon, selon la liste des subdivisions des Philippines. 
La capitale de la province est Bangued. Son code ISO 3166-2:PH est PH-ABR. La population de la province était évaluée a 241 160 habitants selon le recensement de 2015.

## Économie
L'agriculture produit de la canne à sucre et des céréales. 

## Géographie politique
La province de Abra est composée de 27 municipalités.

### Municipalités
- Bangued
- Boliney
- Bucay
- Bucloc
- Daguioman
- Danglas
- Dolores
- La Paz
- Lacub
- Lagangilang
- Lagayan
- Langiden
- Licuan-Baay
- Luba
- Malibcong
- Manabo
- Peñarrubia
- Pidigan
- Pilar
- Sallapadan
- San Isidro
- San Juan
- San Quintin
- Tayum
- Tineg
- Tubo
- Villaviciosa